# Nandus
Nandus is een geslacht van straalvinnige vissen uit de familie van nanderbaarzen (Nandidae).

## Soorten
- Nandus andrewi Ng & Jaafar, 2008
- Nandus mercatus Ng, 2008
- Nandus nandus (Hamilton, 1822)
- Nandus nebulosus (Gray, 1835)
- Nandus oxyrhynchus Ng, Vidthayanon & P. K. L. Ng, 1996
- Nandus prolixus Chakrabarty, Oldfield & H. H. Ng, 2006